# 세이페딘 자지리
세이페딘 자지리(아랍어: سيف الدين الجزيري, Seifeddine Jaziri, 1993년 2월 12일 ~ )는 튀니지의 축구 선수로 현재 이집트 프리미어리그의 자말레크 SC에서 공격수로 활약하고 있다.